# Europarlamentari dell'Austria della IV legislatura
Gli europarlamentari dell'Austria della IV legislatura, eletti in occasione delle elezioni europee del 1996, furono i seguenti.

## Composizione storica
| Europarlamentare           | Lista                               | Gruppo |
| -------------------------- | ----------------------------------- | ------ |
| Maria Berger               | Partito Socialdemocratico d'Austria | PSE    |
| Herbert Bösch              | Partito Socialdemocratico d'Austria | PSE    |
| Harald Ettl                | Partito Socialdemocratico d'Austria | PSE    |
| Marialiese Flemming        | Partito Popolare Austriaco          | PPE    |
| Friedhelm Frischenschlager | Forum Liberale                      | ELDR   |
| Ilona Graenitz             | Partito Socialdemocratico d'Austria | PSE    |
| Karl Habsburg-Lothringen   | Partito Popolare Austriaco          | PPE    |
| Gerhard Hager              | Partito della Libertà Austriaco     | NI     |
| Hilde Hawlicek             | Partito Socialdemocratico d'Austria | PSE    |
| Hans Kronberger            | Partito della Libertà Austriaco     | NI     |
| Franz Linser               | Partito della Libertà Austriaco     | NI     |
| Klaus Lukas                | Partito della Libertà Austriaco     | NI     |
| Hubert Pirker              | Partito Popolare Austriaco          | PPE    |
| Reinhard Rack              | Partito Popolare Austriaco          | PPE    |
| Daniela Raschhofer         | Partito della Libertà Austriaco     | NI     |
| Paul Rübig                 | Partito Popolare Austriaco          | PPE    |
| Agnes Schierhuber          | Partito Popolare Austriaco          | PPE    |
| Peter Sichrovsky           | Partito della Libertà Austriaco     | NI     |
| Ursula Stenzel             | Partito Popolare Austriaco          | PPE    |
| Hannes Swoboda             | Partito Socialdemocratico d'Austria | PSE    |
| Johannes Voggenhuber       | I Verdi                             | GV     |